# HD 40409
HD 40409 är en dubbelstjärna belägen i den mellersta delen av stjärnbilden Svärdfisken. Den har en kombinerad skenbar magnitud av ca 4,65 och är svagt synlig för blotta ögat där ljusföroreningar ej förekommer. Baserat på parallax enligt Gaia Data Release 2 på ca 37,0 mas, beräknas den befinna sig på ett avstånd på ca 88 ljusår (ca 27 parsek) från solen. Den rör sig bort från solen med en heliocentrisk radialhastighet på ca 25 km/s. Den har en relativt stor egenrörelse och rör sig över himlavalvet med en vinkelhastighet av 0,57 bågsekunder per år med en positionsvinkel av 14,51°.

## Egenskaper
Primärstjärnan HD 40409 A är en orange till gul jättestjärna av spektralklass K2 III även om Keenan och McNeil (1989) klassade den som en något mindre utvecklad stjärna med spektralklass K2 III-IV. Den har en massa som är ca 1,1 solmassor, en radie som är ca 4,8 solradier och har ca 11 gånger solens utstrålning av energi från dess fotosfär vid en effektiv temperatur av ca 4 900 K.
HD 40409 är en misstänkt astrometrisk dubbelstjärna.